# Michelle Trachtenberg

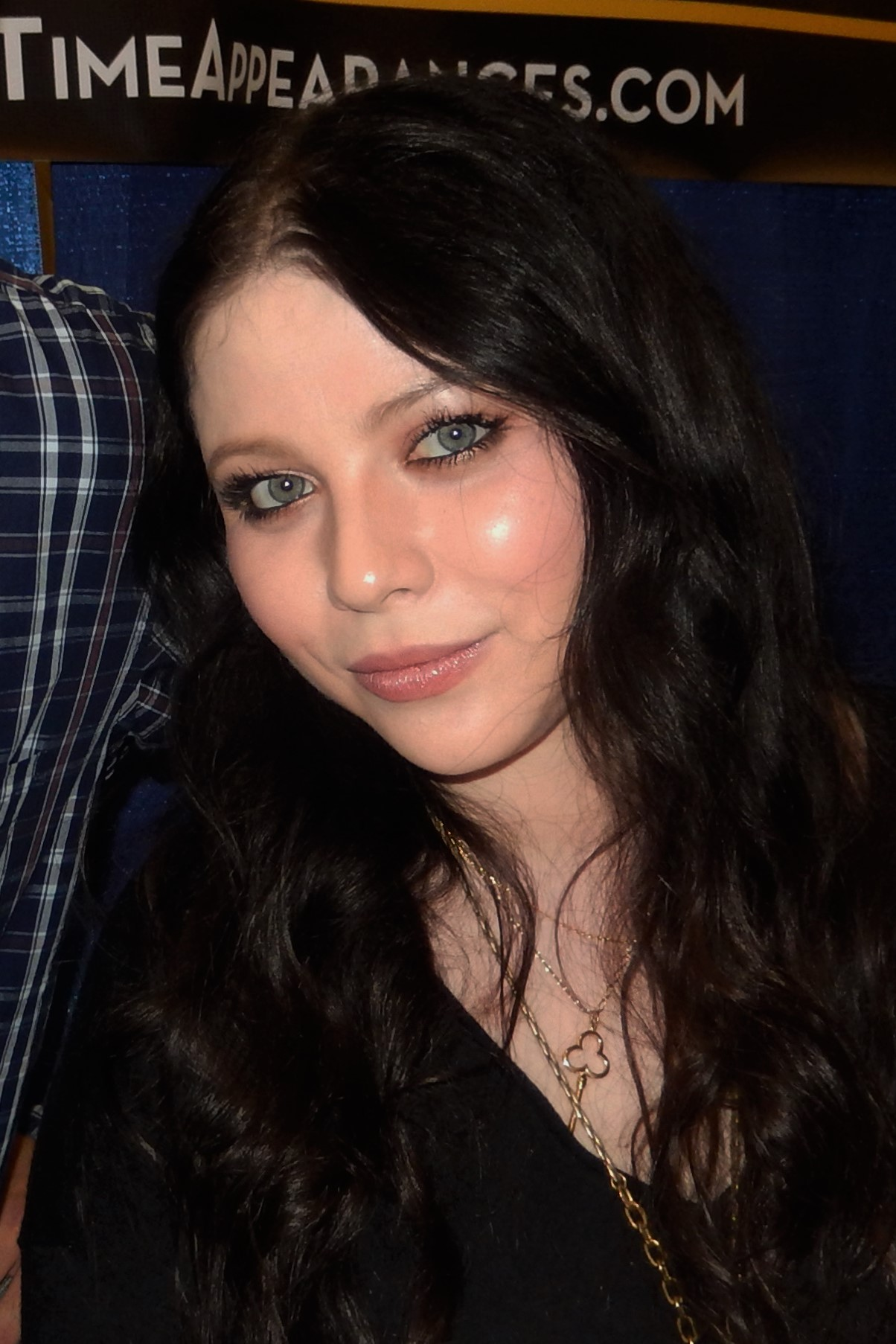
Michelle Trachtenberg (2018)

Michelle Christine Trachtenberg (* 11. Oktober 1985 in New York City, New York; † 26. Februar 2025 ebenda) war eine US-amerikanische Schauspielerin. Bekannt war sie vor allem durch ihre Hauptrollen in den Filmen Harriet, die kleine Detektivin und Die Eisprinzessin sowie durch die Rollen der Dawn Summers in Buffy – Im Bann der Dämonen und der Georgina Sparks in Gossip Girl.

## Leben
Michelle Trachtenberg wurde in eine jüdische Familie russisch-deutscher Herkunft geboren. Ihre Mutter Lana war Russin, die als Bank-Managerin tätig war, ihr deutschstämmiger Vater Michael war Ingenieur. Ihre Großeltern lebten in Israel. Als Kind besuchte sie zunächst die Bay Academy Junior High School in Brooklyn, bevor sie im Alter von acht Jahren mit ihrer Mutter nach Los Angeles umzog; ihr Vater und ihre ältere Schwester blieben in New York. Ab 2002 besuchte sie die Notre Dame High School in Sherman Oaks und machte im Jahr darauf ihren Abschluss mit Auszeichnung in Sozialkunde und Religion.
Im Alter von drei Jahren wurde mit ihr ein erster Werbespot gedreht, dem rund 100 weitere folgten. Ihre erste größere Rolle hatte sie ab 1994 in der TV-Serie Pete & Pete. 1996 war sie als namensgebende Hauptfigur in Harriet, die kleine Detektivin erstmals in einer Filmrolle zu sehen. Für ihr Mitwirken in der Serie Megoo erhielt sie 1997 einen Young Artist Award. Ab dem Jahr 2000 war sie Teil des Casts für die Fernsehserie Buffy – Im Bann der Dämonen, in der sie die kleine Schwester der Hauptfigur Buffy Summers, Dawn, spielte.
2004 war sie in mehreren Folgen der Serie Six Feet Under als Celeste zu sehen. Im Musikvideo zu This Ain’t a Scene, It’s an Arms Race von Fall Out Boy hatte sie Anfang 2007 zusammen mit ihrem Buffy-Kollegen Seth Green einen Cameo-Auftritt. Von 2008 bis 2012 spielte sie in der US-Fernsehserie Gossip Girl in mehreren Episoden pro Staffel die Rolle der Georgina Sparks, diese verkörperte sie 2022/23 auch in zwei Folgen der Fortführung. Weitere Film- und vor allem Fernsehauftritte schlossen sich an, ihr Schaffen umfasst mehr als 60 Produktionen. Als Synchronsprecherin war sie 2018 in der Serie Human Kind Of zu hören.
Neben der Schauspielerei engagierte sich Trachtenberg für die Bekämpfung von Alkohol- und Drogenmissbrauch. So war sie Sprecherin mehrerer Hilfsorganisationen wie RADD, D.A.R.E. und The Starlight Foundation. Diesem Engagement folgte eine Einladung des US-Präsidenten Bill Clinton, so wurde sie Repräsentantin für seine Kampagne „Coalition for a Drug Free America“.
Im Jahr 2024 musste sich Trachtenberg einer Lebertransplantation unterziehen. Am Morgen des 26. Februar 2025 wurde sie von ihrer Mutter tot in ihrer New Yorker Wohnung aufgefunden. Sie starb an Komplikationen im Zusammenhang mit einer Diabetes-Erkrankung. Michelle Trachtenberg wurde 39 Jahre alt.

## Filmografie (Auswahl)

### Fernsehserien
- 1991: Law & Order (eine Folge)
- 1993: Clarissa (Clarissa Explains It All, eine Folge)
- 1993–1996: All My Children (2 Folgen)
- 1994–1996: Pete & Pete (The Adventures of Pete & Pete, 14 Folgen)
- 1996: Immer Ärger mit Dave (Dave’s World, eine Folge)
- 1996: Space Cases – Das galaktische Klassenzimmer (Space Cases, eine Folge)
- 1997: Meego – Ein Alien als Kindermädchen (Meego, 13 Folgen)
- 1998: Das Kumpelnest (Guys Like Us, eine Folge)
- 2000–2003: Buffy – Im Bann der Dämonen (Buffy the Vampire Slayer, 66 Folgen)
- 2004: Six Feet Under – Gestorben wird immer (Six Feet Under, 4 Folgen)
- 2006: Dr. House (House, Folge 2x16)
- 2006: Criminal Intent – Verbrechen im Visier (Law & Order: Criminal Intent, eine Folge)
- 2006–2018: Robot Chicken (6 Folgen, verschiedene Rollen, Stimme)
- 2008–2012: Gossip Girl (28 Folgen)
- 2009–2010: Mercy (22 Folgen)
- 2011: Weeds – Kleine Deals unter Nachbarn (Weeds, 5 Folgen)
- 2013: Criminal Minds (Folge 8x12)
- 2013: Navy CIS: L.A. (NCIS: Los Angeles, Folge 5x12)
- 2015: Sleepy Hollow (2 Folgen)
- 2015: SuperMansion (Folge 1x7 als Stimme)
- 2015: Guidance (6 Folgen)
- 2016: Last Week Tonight with John Oliver (Folge 3x5)
- 2018: Human Kind Of (21 Folgen, Stimme)
- 2022–2023: Gossip Girl (2 Folgen)

### Spielfilme
- 1995: Melissa
- 1996: Harriet, die kleine Detektivin (Harriet the Spy)
- 1996: Eingeschneite Herzen – Ein romantisches Weihnachtsmärchen (Christmas in My Hometown, Fernsehfilm)
- 1998: Richie Rich – Die Wunschmaschine (Richie Rich’s Christmas Wish)
- 1999: Inspektor Gadget (Inspector Gadget)
- 2000: Und das soll der Himmel sein? (Can’t Be Heaven)
- 2000: Vater wider Willen (A Father’s Choice, Fernsehfilm)
- 2004: Eurotrip
- 2004: Mysterious Skin – Unter die Haut (Mysterious Skin)
- 2005: Die Eisprinzessin (Ice Princess)
- 2005: Die Tragödie von Clausens Pier (The Dive from Clausen’s Pier, Fernsehfilm)
- 2006: Beautiful Ohio
- 2006: Black Christmas
- 2007: The Hill (Fernsehfilm)
- 2008: Dragonlance, Dragons of Autumn Twilight, (Anime, Stimme)
- 2008: The Circuit (Fernsehfilm)
- 2009: 17 Again – Back to High School (17 Again)
- 2009: Gegen den Strom (Against the Current)
- 2010: Cop Out – Geladen und entsichert (Cop Out)
- 2011: Take Me Home Tonight
- 2013: Sexy Evil Genius
- 2014: The Scribbler – Unzip Your Head (The Scribbler)
- 2015: The Christmas Gift (Fernsehfilm)
- 2016: Sister Cities (Fernsehfilm)
- 2023: Unicorn Boy (Stimme)

## Auszeichnungen (Auszug)
| Tabellarische Übersicht der Auszeichnungen und Nominierungen | Tabellarische Übersicht der Auszeichnungen und Nominierungen | Tabellarische Übersicht der Auszeichnungen und Nominierungen | Tabellarische Übersicht der Auszeichnungen und Nominierungen      | Tabellarische Übersicht der Auszeichnungen und Nominierungen |
| Jahr                                                         | Auszeichnung                                                 | Für                                                          | Kategorie                                                         | Resultat                                                     |
| ------------------------------------------------------------ | ------------------------------------------------------------ | ------------------------------------------------------------ | ----------------------------------------------------------------- | ------------------------------------------------------------ |
| 1997                                                         | Young Artist Award                                           | Harriet, die kleine Detektivin                               | Beste Hauptdarstellerin in einem Spielfilm                        | Gewonnen                                                     |
| 1998                                                         | Young Artist Award                                           | Meego – Ein Alien als Kindermädchen                          | Beste Nebendarstellerin in einer Fernsehserie (Comedy oder Drama) | Gewonnen                                                     |
| 2000                                                         | YoungStar Awards                                             | Inspektor Gadget                                             | Best Young Actress/Performance in a Motion Picture Comedy         | Nominiert                                                    |
| 2000                                                         | Young Artist Awards                                          | Inspektor Gadget                                             | Beste Nebendarstellerin in einem Spielfilm                        | Nominiert                                                    |
| 2001                                                         | Teen Choice Awards                                           | Buffy – Im Bann der Dämonen                                  | TV – Choice Sidekick                                              | Nominiert                                                    |
| 2001                                                         | Saturn Award                                                 | Buffy – Im Bann der Dämonen                                  | Best Supporting Actress on Television                             | Nominiert                                                    |
| 2001                                                         | Young Artist Awards                                          | Buffy – Im Bann der Dämonen                                  | Beste Nebendarstellerin in einer Fernsehserie (Comedy oder Drama) | Gewonnen                                                     |
| 2002                                                         | Young Artist Awards                                          | MADtv                                                        | Beste Gastdarstellerin in einer Fernsehserie                      | Nominiert                                                    |
| 2002                                                         | Young Artist Awards                                          | Truth or Scare                                               | Beste Hauptdarstellerin in einer Fernsehserie (Comedy oder Drama) | Nominiert                                                    |
| 2002                                                         | Saturn Award                                                 | Buffy – Im Bann der Dämonen                                  | Best Supporting Actress on Television                             | Nominiert                                                    |
| 2003                                                         | Saturn Award                                                 | Buffy – Im Bann der Dämonen                                  | Best Supporting Actress on Television                             | Nominiert                                                    |
| 2004                                                         | Daytime Emmy Award                                           | Truth or Scare                                               | Performer in A Children’s Series                                  | Nominiert                                                    |
| 2007                                                         | Sarasota Film Festival                                       | Beautiful Ohio                                               | Breakthrough Performer                                            | Gewonnen                                                     |
| 2012                                                         | Teen Choice Awards                                           | Gossip Girl                                                  | Choice TV Villain                                                 | Nominiert                                                    |